# نخل پرتوریکو
نخل پرتوریکو (نام علمی: Sabal causiarum) نام یک گونه از سرده نخلک‌ها است.